# Eleccions legislatives croates de 2007
Les Eleccions legislatives croates de 2007 es van dur a terme el 25 de novembre de 2007 per a renovar els 153 membres del Sabor croat. El partit més votat fou la Unió Democràtica Croata, però no va obtenir prou diputats per a formar govern, i hagué de formar govern amb la coalició verd-groga i el Partit dels Pensionistes. Ivo Sanader fou nomenat primer ministre de Croàcia fins al 6 de juliol de 2009, quan dimití i fou substituït per Jadranka Kosor.

## Resultat de les eleccions
Resultats de les eleccions celebrades el 25 de novembre de 2007 al Parlament croat (Hrvatski Sabor)
| Partits i coalicions                                                                                     | Partits i coalicions                                                                                     | Vots                                        | %                                           | Escons | %    | +/– |
| --- | --- | ------------------------------------------- | ------------------------------------------- | ------ | ---- | --- |
| Unió Democràtica Croata (Hrvatska demokratska zajednica)                                                 | Unió Democràtica Croata (Hrvatska demokratska zajednica)                                                 | 907,743                                     | 36.6                                        | 66     | 43.1 | ±0  |
| Partit Socialdemòcrata de Croàcia (Socijaldemokratska partija Hrvatske)                                  | Partit Socialdemòcrata de Croàcia (Socijaldemokratska partija Hrvatske)                                  | 775,690                                     | 31.2                                        | 56     | 36.6 | +22 |
| "Coalició verd-groga" (Zeleno-žuta koalicija)                                                            | Partit Camperol Croat (Hrvatska seljačka stranka)                                                        | 161,814                                     | 6.5                                         | 6      | 3.9  | –4  |
| "Coalició verd-groga" (Zeleno-žuta koalicija)                                                            | Partit Social Liberal Croat (Hrvatska socijalno liberalna stranka)                                       | 161,814                                     | 6.5                                         | 2      | 1.3  | ±0  |
| "Coalició verd-groga" (Zeleno-žuta koalicija)                                                            | Aliança de Primorje-Gorski Kotar (Primorsko-goranski savez)                                              | 161,814                                     | 6.5                                         | 0      | 0.0  | –1  |
| "Coalició verd-groga" (Zeleno-žuta koalicija)                                                            | Partit Democràtic de Zagorje (Zagorska demokratska stranka)                                              | 161,814                                     | 6.5                                         | 0      | 0.0  | —   |
| "Coalició verd-groga" (Zeleno-žuta koalicija)                                                            | Partit de Zagorje (Zagorska stranka)                                                                     | 161,814                                     | 6.5                                         | 0      | 0.0  | —   |
| Partit Popular Croat – Demòcrates Liberals (Hrvatska narodna stranka - Liberalni demokrati)              | Partit Popular Croat – Demòcrates Liberals (Hrvatska narodna stranka - Liberalni demokrati)              | 168,440                                     | 6.8                                         | 7      | 4.6  | –4  |
| Assemblea Democràtica Istriana (Istarski demokratski sabor/Dieta democratica Istriana)                   | Assemblea Democràtica Istriana (Istarski demokratski sabor/Dieta democratica Istriana)                   | 38,267                                      | 1.5                                         | 3      | 2.0  | –1  |
| Assemblea Democràtica Croata d'Eslavònia i Baranja (Hrvatski demokratski sabor Slavonije i Baranje)      | Assemblea Democràtica Croata d'Eslavònia i Baranja (Hrvatski demokratski sabor Slavonije i Baranje)      | 44,552                                      | 1.8                                         | 3      | 2.0  | +3  |
| Coalició                                                                                                 | Partit Croat dels Pensionistes (Hrvatska stranka umirovljenika)                                          | 101,091                                     | 4.1                                         | 1      | 0.7  | –2  |
| Coalició                                                                                                 | Partit Democràtic dels Pensionistes (Demokratska Stranka Umirovljenika)                                  | 101,091                                     | 4.1                                         | 0      | 0.0  | —   |
| Partit Croat dels Drets (Hrvatska stranka prava)                                                         | Partit Croat dels Drets (Hrvatska stranka prava)                                                         | 86,865                                      | 3.5                                         | 1      | 0.7  | –7  |
| Coalició                                                                                                 | Centre Democràtic (Demokratski centar)                                                                   | 184,477                                     | 7.4                                         | 0      | 0.0  | –1  |
| Coalició                                                                                                 | Partit Verd – Alternativa Verda (Zelena stranka – Zelena Alternativa)                                    | 184,477                                     | 7.4                                         | 0      | 0.0  | —   |
| Altres                                                                                                   | Altres                                                                                                   | 184,477                                     | 7.4                                         | 0      | 0.0  | –6  |
| Partit Democràtic Independent Serbi (Samostalna demokratska srpska stranka) (llista de minoria nacional) | Partit Democràtic Independent Serbi (Samostalna demokratska srpska stranka) (llista de minoria nacional) | No inclou els vots de les minories ètniques | No inclou els vots de les minories ètniques | 3      | 2.0  | ±0  |
| Partit d'Acció Democràtica de Croàcia (Stranka Demokratske Akcije Hrvatske) (llista de minoria nacional) | Partit d'Acció Democràtica de Croàcia (Stranka Demokratske Akcije Hrvatske) (llista de minoria nacional) | No inclou els vots de les minories ètniques | No inclou els vots de les minories ètniques | 1      | 0.7  | ±0  |
| Altres representants de minories nacionals                                                               | Altres representants de minories nacionals                                                               | No inclou els vots de les minories ètniques | No inclou els vots de les minories ètniques | 4      | 2.6  | ±0  |
| Total | Total | 2,483,452                                   | 100.0                                       | 153    | 100  | —   |
| Font: Arxiu d'Eleccions d'Adam Carr                                                                      | |                                             |                                             |        |      |     |

## Distribució dels escons de les minories
- Serbis: 3
- Hongaresos: 1
- Italians: 1
- Txecs i Eslovacs: 1
- Austríacs, búlgars, alemanys ètnics, Polonesos, roma, romanesos, rusyns, rússos, turcs, ucraïnesos, valacs i jueus: 1
- Albanesos, bosnians, montenegrins, macedonis, eslovens: 1